# Eudejeania mexicana
Eudejeania mexicana là một loài ruồi trong họ Tachinidae.